# Карл III Простакуватий
Карл III Простакуватий (17 вересня 879 — 7 жовтня 929) — король Франції (898—922 рр) та король Лотарингії (911—919/923 рр). Представник династії Каролінгів, третій син Людовика II Заїки від його другої дружини, Аделаїди Паризької.
У 911 році Карл переміг ватажка вікінгів Ролло та змусив його підписати договір Сен-Клер-сюр-Епт, за яким Ролло ставав його васалом та навертався до християнства. Карл передавав йому землі навколо Руана, пізніше навколо цих володінь утворилось герцогство Нормандія.
Внутрішня політика короля Карла поступово призвела до виникнення потужної опозиції серед франкських баронів. У 922 році барони повстали та проголосили королем Роберта І, брата попереднього короля Західної Франції з роду робертинів. Війська Карла були розгромлені, сам він потрапив у полон та утримувався під охороною до самої смерті.